# Шепель Ганна Прокопівна
Ганна Прокопівна Шепель (1928, село Сенча, тепер Лохвицького району Полтавської області — ?) — українська радянська діячка, агроном колгоспу імені Калініна Сенчанського (Лохвицького) району Полтавської області. Депутат Верховної Ради СРСР 4—5-го скликань.

## Життєпис
Народилася в селянській родині. У 1945 році закінчила сім класів середньої школи. З 1945 по 1946 рік навчалася в Гадяцькій однорічній школі рільників (полеводів).
З 1946 по 1947 рік працювала колгоспницею, рільником (полеводом) в колгоспі імені Калініна села Сенчі Сенчанського району Полтавської області.
У 1947—1949 роках — слухач дворічної школи з підготовки керівних колгоспних кадрів у Полтавській області.
З 1949 року — агроном колгоспу імені Калініна села Сенчі Сенчанського (тепер — Лохвицького) району Полтавської області.
Член КПРС з 1956 року.
Потім — на пенсії.

## Нагороди
- орден Трудового Червоного Прапора (26.02.1958)
- медалі